# Niu Ventura
Niu Ventura.  Isla de la Juventud, Cuba, 23 de agosto de 1982 es un actor de cine, teatro, televisión, profesor  y presentador de la televisión. Graduado de la Escuela Nacional de Arte y la Universidad de las Artes de La Habana. 
Reconocido por sus actuaciones en los filmes "Bailando con Margot"     e "Inocencia",  así como en las telenovelas "Aquí estamos", "Playa Leonora", "Vidas Cruzadas",  el "Rostro de los días" y "Tan lejos…Tan cerca".

## Biografía
Niu Ventura  llega al mundo de la actuación sin tener ningún antecedente artístico en su familia. Criado por sus abuelos, al fallecer su madre cuando tenía solo un año de edad, fue un niño intrépido y muy travieso, amante de las aventuras y la naturaleza. Apasionado desde temprano por las letras y la historia, participó en numerosos concursos obteniendo sus reconocimientos. Sus maestros, al descubrir su talento y aptitud para las artes escénicas comenzaron a asignarle participación en diferentes actividades escolares.
Niu ingresa en la Escuela Nacional de Arte la cual concluye en el año 2003 y se gradúa del Instituto Superior de Arte (La Habana) en el año 2011 el cual le abrió las puertas para su entrada en el Estudio Teatral "BuenDía". Ya desde la Escuela Nacional de Arte, sus primeros trabajos como actor lo realiza en el teatro para niños en cuyo mundo permaneció por espacio de 15 años. Allí participó en obras infantiles  teniendo como  personaje central el universo del clown. Su querido y recordado personaje Fito, se presentó en numerosas salas de teatro del país con una magnífica acogida de los niños.  Ha actuado en  varias obras de teatro para adultos y ha permanecido activo en las tablas hasta la actualidad dentro del "Teatro BuenDía". En el cine, su primer largometraje fue el reconocido filme "Bailando con Margot". Otros filmes como "Sumbe" e "Inocencia" forman parte de su trayectoria cinematográfica. Su trabajo en la televisión ha sido intenso y sistemático con disimiles participaciones incluidas 5 telenovelas. Se desempeñó como profesor de voz y dicción en la Escuela Nacional de Arte.
Desde el año 2024 reside en Estados Unidos

## Trabajo en el Teatro
| Año  | Obra                             | Autor                   | Director         | Personaje        |
| ---- | -------------------------------- | ----------------------- | ---------------- | ---------------- |
| 2002 | "Manuela Libertadora"            | Edmundo Aray            | Sergio Barreiro  | Capitán          |
| 2003 | "Delirio a dúo"                  | Eugenio Ionesco         | Mario Guerra     | Él               |
| 2007 | "Romanza del lirio"              | Norge Espinoza          | Lizette Silverio | Blanco; el Lirio |
| 2008 | "Inocencia"                      | Dea Loher               | Flora Lauten     | Suicida-Padre    |
| 2010 | "El perro del hortelano"         | Lope de Vega            | Eduardo Eimil    | Teodoro          |
| 2011 | "Un tranvía llamado deseo"       | Tennessee Williams      | Flora Lauten     | Stanley Kowalski |
| 2012 | "Charenton (Temporada del 2012)" | Marat-Sade; Peter Weiss | Flora Lauten     | Napoleoncito     |
| 2012 | "El Espiritista"                 | Ramón Espígul           | Rolando González | Tín (el Guapo)   |
| 2013 | "El año de Kalhil Madoz"         | Agnieska Hernández      | Carlos Díaz      | Kalhil Madoz     |
| 2013 | "No te muevas"                   | Yunior García           | Raúl Martín      | Chino            |
| 2022 | "La Señorita Julia"              | August Strindberg       | Sandra Lorenzo   | Juan             |

## Trabajo en el Cine
| Año  | Película            | Director       | Personaje                |
| ---- | ------------------- | -------------- | ------------------------ |
| 2010 | Cazador de Dragones | Patxi Barco    | Sargento-médico del FSLN |
| 2010 | Sumbe               | Eduardo Moya   | Mario                    |
| 2015 | Bailando con Margot | Arturo Santana | Esteban Zárate           |
| 2018 | Inocencia           | Alejandro Gil  | Juez                     |

## Trabajo en la Televisión
| Año        | Tipo de programa             | Título                                       | Director                                       | Personaje/Papel |
| ---------- | ---------------------------- | -------------------------------------------- | ---------------------------------------------- | --- |
| 2006       | Teleteatro                   | "Muerte por agua"                            | Miguel Olaechea                                | Laertes |
| 2009       | Telenovela                   | "Aquí estamos"                               | Rafael (Cheito) González /Hugo Reyes           | Ángel |
| 2012       | Telenovela                   | "Playa Leonora"                              | Armando Toledo                                 | Edgar (El Fino) |
| 2013       | Serie Infantil               | "Pandilla Verde"                             | José (Pepe) Cabrera                            | Zeus- Secuaz de Cruela Devil- Paje de Masicas- Capitán pirata- Naipe de la Reina de corazones- Cazador furtivo- Ninja. |
| 2014       | Serie policíaca              | "Tras la Huella", Caso "Embustero"           | Leandro (presunto asesino)                     | Loysys Inclán |
| 2014       | Telenovela                   | "Cuando el amor no alcanza"                  | Jorge Padilla                                  | Conrado |
| 2014 -2015 | Revista Informativo-Cultural | "La Hora de Cuba"                            | Miguel Sosa/ Gloria Torres/ Heiking Hernández. | Conductor |
| 2015       | Serie Policíaca              | Tras la Huella, Caso "Garita"                | Loysys Inclán                                  | Anguila |
| 2017       | Telefilme                    | "Te quiero siempre"                          | Armando Toledo                                 | Orlando |
| 2017       | Serie                        | "La Otra Guerra" (Primera Temporada)         | Alberto Luberta Jr.                            | Hugo |
| 2018       | Serie                        | "De Amores y Esperanzas" (Segunda Temporada) | Raquel González                                | Médico pediatra |
| 2019       | Telenovela                   | "Vidas Cruzadas"                             | Heiking Hernández                              | Germán |
| 2019       | Programa Musical             | "Nuestra Canción"                            | Maritza Deschapelles                           | Conductor |
| 2019       | Serie                        | "La Otra Guerra" (Segunda Temporada)         | Roly Peña                                      | Capitán Hugo |
| 2020       | Telenovela                   | "El Rostro de los Días"                      | Nohemí Cartaya/ Felo Ruiz                      | David |
| 2020       | Telefilme                    | "Juego de Vida"                              | Nathaly Gómez                                  | Alberto (Profesor de Literatura).                                                                                      |
| 2021       | Telefilme                    | "Silencio"                                   | Yoel Infante                                   | Manuel |
| 2021       | Serie                        | "Calendario" (Primera Temporada)             | Magda González Grau                            | Carlos |
| 2022       | Telefilme                    | "La Burla"                                   | Ariel Prieto-Solis                             | Cabo Molina |
| 2022       | Telenovela                   | "Tan Lejos…Tan Cerca"                        | Alberto Luberta Jr./ Loysys Inclán             | Alejandro |